# 局所環
抽象代数学における局所環（きょくしょかん、英: local ring）は、比較的簡単な構造を持つ環であり、代数多様体や可微分多様体上で定義される関数の、あるいは代数体を座や素点上の関数として見るときの「局所的な振る舞い」を記述すると考えられるものである。局所環およびその上の加群について研究する可換環論の一分野を局所環論と呼ぶ。
局所環は1938年にヴォルフガンク・クルルによって Stellenringe（ドイツ語）の名前で導入された。局所環という呼び名はオスカー・ザリスキーによって提案された。

## 定義
環 R が局所環であるとは、以下に挙げる同値な条件を一つ（したがって全て）満たすもののことである：
1. R は極大左イデアルを唯一つだけ持つ。
2. R は極大右イデアルを唯一つだけ持つ。
3. R において 1 と 0 が等しくなく、また R のどの二つの非可逆元の和も再び非可逆となる。
4. R において 1 と 0 が等しくなく、また x が R の元であるならば、x または 1 − x のいずれかは必ず可逆である。
5. R の元の適当な有限和が単元となるならば、和の項となる元の中に単元が必ずある（特にもし、何も加えないという和を考えるなら、それは 0 を意味するのであって、いま 1 と異なるのであるから単元でない）。
6. R/J は可除環である。ただし J は R のジャコブソン根基を表す。

これらの性質が成り立つとき、唯一の極大左イデアルは唯一の極大右イデアルに一致し、またジャコブソン根基にも一致する。上記 3 番目の性質は局所環の非可逆元全体が真のイデアルをなし、したがってジャコブソン根基に含まれることを言っている。4 番目の性質は次のように言い換えることができる： R が局所環となる必要十分条件は、R に互いに素な二つの真の左イデアルが存在しないことである。ここで R の二つのイデアル I1, I2 が「互いに素」とは R = I1 + I2 が成立することである。
可換環の場合には、イデアルの左右・両側の区別をしないので、可換環が局所環である必要十分条件はその環が極大イデアルを唯一つ持つことである。
文脈によっては、局所環の定義に（左および右）ネーター性を仮定するものもある。その場合には、ネーター性を持たないものを擬局所環、準局所環 (quasi-local ring) と呼ぶ（本項ではこれを区別しない）。

## 例

### 可換な例
可換（および非可換な）体は {0} を唯一の極大イデアルとする局所環である。
局所環に「局所」の名を冠する理由は次のようなものである。まず、実数直線上で 0 を含むある開区間において定義される実数値連続函数を考え、函数の 0 付近という局所での挙動のみに注目して、0 を含むある開区間（これはいくらでも小さく取って構わない）で一致するような函数を全て同一視する。この同一視というのは同値関係を成し、この同値類を 0 における実数値連続函数の芽（め、germ）または実数値連続函数芽（が）という。実数値連続函数の芽は通常の函数の値ごとの加法と乗法によって可換環をなす。
この連続函数芽全体の成す環が局所環であることを知るためには、函数芽の可逆性を定義する必要がある。函数芽 f が可逆であるとは f(0) が 0 でないこととする。これはつまり、f(0) が 0 でなければ、連続函数の性質から、0 を含む適当な開区間上で f が 0 にならず、したがってその区間上で g(x) = 1/f(x) という連続函数の芽を考えることができるという理由による。このとき fg は 1 に等しい。
この特徴づけで明らかなことは、非可逆な函数芽の和がやはり非可逆となるということであり、これによって函数芽の環が可換局所環であることを知ることができる。特にこの局所環の極大イデアルは f(0) = 0 を満たすような函数芽全体に一致する。
これと同じようなことは、位相空間とその上の一点と実数値連続函数から芽の環を考えることでもできるし、可微分多様体上に一点をとって、可微分写像から芽の環を考えても、あるいは点つきの代数多様体上の有理函数から芽の環を考えてもよいが、結果として、これらの芽の環は局所環となる。またこれらの例は、代数多様体の一般化であるスキームが、どうして特殊な局所環付き空間として定義されるのかということの説明の一助となる。
もう少し算術的な例として、分母が奇数となるような有理数全体の成す環 Z(2) は局所環である。その極大イデアルは、分子が偶数で分母が奇数であるような分数全体 2Z(2) である。もっと一般に、可換環 R とその素イデアル P が与えられたとき、R の P における局所化は、P の生成する唯一の極大イデアルを持つ局所環である。
体上の（一変数あるいは多変数の）形式冪級数環も局所環の例である。極大イデアルは定数項を持たない冪級数全体である。（一方で体上の多項式環は局所環ではない。）
体上の二元数の成す多元環も局所環である。もう少し一般に、F が体で n が正整数であるならば、商環 F[X]/(Xn) は、定数項を持たない多項式の類全体の成す極大イデアルを持つ局所環となる。実際に等比級数を使えば、定数項を持つ任意の多項式が Xn を法として可逆であることが示せる。 これらの例では、その元はどれも冪零であるか可逆であるかのいずれかである。
局所環は賦値論では重要な役割を果たす。体 K（これは函数体かもしれないしそうでないかもしれない）が与えられたとき、そこから局所環を見つけることができる。定義により、K の部分環 R が K の付値環であるならば、K のどの非零元についても、x か x−1 のうちのいずれかが R に属す、という性質を持つ。そのような性質を持つ部分環はどれも局所環である。K が実際に代数多様体 V 上の函数体であるならば、V の各点 P に対して、「P において定義された」函数の成す賦値環を考えることができるだろう。V の次元が 2 以上である場合なら、以下のような状況を見て取るのは困難である： 
F および G が V 上の有理函数で F(P) = G(P) = 0 を満たすとする。このとき、函数 F/G の P における値というのは不定形である。例えば簡単なところで Y/X において、極限を直線 Y = tX にそって近づけるようなことを考えると、「P における値」という概念には単純な定義というものが無いように思われるだろう。けれども賦値を使えばこのようなことは取り除かれる。

### 非可換な例
非可換局所環は、環上の加群の直和分解の研究において、自己準同型環として自然に現れる。具体的には、加群 M の自己準同型環が局所環であるならば、M は直既約であり、逆に、有限な長さを持つ加群 M が直既約ならば、その自己準同型環は局所環となる。
k を標数 p の体、G を有限 p-群とすると、その群環 kG は局所環である。

## 諸事実と諸定義

### 可換の場合
可換局所環 R が極大イデアル {\displaystyle {\mathfrak {m}}} をもつことを {\displaystyle (R,{\mathfrak {m}})} と表すことにする。可換局所環 {\displaystyle (R,{\mathfrak {m}})} は {\displaystyle {\mathfrak {m}}} の冪全体を 0 近傍系の基とする位相（これを {\displaystyle {\mathfrak {m}}}-進位相と呼ぶ）により自然な方法で位相環となる。
二つの局所環 {\displaystyle (R,{\mathfrak {m}}),(S,{\mathfrak {n}})} に対して、R から S への局所環準同型とは、環準同型 f : R → S であって、{\displaystyle f({\mathfrak {m}})\subset {\mathfrak {n}}} を満たすもののことを言う。{\displaystyle (R,{\mathfrak {m}}),(S,{\mathfrak {n}})} を {\displaystyle {\mathfrak {m}}}-進位相, {\displaystyle {\mathfrak {n}}}-進位相でそれぞれ位相環と見れば、この位相に関して連続な環準同型が、局所環の準同型である。
位相環として見た場合に、 {\displaystyle (R,{\mathfrak {m}})} は完備であるかという問いを与えることができるが、これは一般には正しくない。しかしその完備化はやはり局所環となる。
もし {\displaystyle (R,{\mathfrak {m}})} が可換ネーター的局所環であるならば、
{\displaystyle \bigcap _{i=1}^{\infty }{\mathfrak {m}}^{i}=\{0\}}
が成り立つ（クルルの交叉定理）。したがって、R は {\displaystyle {\mathfrak {m}}}-進位相に関してハウスドルフ空間になる。

### 一般の場合
局所環 R のジャコブソン根基 m（これは R の唯一の極大左イデアルであり、また唯一の極大右イデアルである）は、ちょうど環 R の非可逆元の全体のなす R の唯一の極大両側イデアルである（非可換環の場合、環が極大両側イデアルを唯一つしかもたないとしても、それはその環が局所環であるという意味にはならないということには注意が必要である）。
局所環 R の元 x について、以下のことはみな同値である：
- x が左逆元を持つこと。
- x が右逆元を持つこと。
- x が単元であること。
- x が R の唯一の極大イデアル m に属さないこと。

(R, m) を局所環とすると、商環 R/m は体である。 J が R に一致しない両側イデアルであるなら、商環 R/J は再び局所環で、その唯一の極大イデアルは m/J で与えられる。
アーヴィング・カプランスキー の深度定理 (deep theorem) によれば、局所環上の射影加群は自由加群である。